# Veress Gerzson
Veress Gerzson (Sepsiszentgyörgy, 1956. január 5. – Sepsiszentgyörgy, 1998. május 20.) erdélyi magyar költő, szerkesztő, publicista. Apja Veress Dániel (1929–2002) író, irodalomtörténész.

## Életútja, munkássága
A Petru Groza líceumban érettségizett Székelyudvarhelyen 1976-ban. A Brassói Lapoknál szerkesztő 1979 és 1983 között. 1984-től 1987-ig könyvtárosi munkakörben dolgozott a sepsiszentgyörgyi Megyei Könyvtárban, 1987-től szellemi szabadfoglalkozású.
Első írásait a Gyökerek c. székelyudvarhelyi iskolai folyóirat közölte 1967-ben. Versei 1969-től jelentek meg rendszeresen romániai (Megyei Tükör, Ifjúmunkás) és külföldi magyar nyelvű lapokban (a müncheni Új Látóhatár, Nemzetőr), Ilia Mihály közlésében 1972-ben a Tiszatájban. Szerepelt a Varázslataink (Kolozsvár, 1974), Kimaradt Szó (Bukarest, 1979), Ötödik Évszak (Marosvásárhely, 1980), Ver(s)ziók (Budapest, 1982), Bábel tornyán (Bukarest, 1983), Egyetlen verseink (Budapest, 1991) c. antológiákban.
A harmadik Forrás-nemzedékhez sorolják, a poszt-neoavantgárd stílus irányzathoz. Bogdán László szerint: „Az idő poétája Veress Gerzson, az elmúlt idő idéződik fel versről versre. S az eltűnt időben egy villonosan pózoló ifjú.” Verseit közölte a nívós szerzői gárdát szerepeltető Szempont is.

## Verskötetei
- Ezer énekből vérzem, Sepsiszentgyörgy, Médium, 1995
- Színekre hullt festmény: versfüzet haladóknak, Bogdán László előszavával. Sepsiszentgyörgy, 1996
- Tépett verskoszorú Tamási Áron sírjára, Sepsiszentgyörgy, 1996
- Sebző időben: versek, Marosvásárhely, Mentor, 1998
- A múlás karneválja, Marosvásárhely, Mentor, 1999, ISBN 9738002222, posztumusz
- Igazolatlanul – jelen. Egyberostált versek, Kolozsvár, Erdélyi Híradó, 2011